# B’nai B’rith
B’nai B’rith (BBI) (hebr. בני ברית; ang. B’nai B’rith International; pol. Synowie Przymierza) – najstarsza nieprzerwanie działająca żydowska organizacja na świecie. Powstała w 1843 w Nowym Jorku. Główna siedziba znajduje się w Waszyngtonie w Stanach Zjednoczonych.

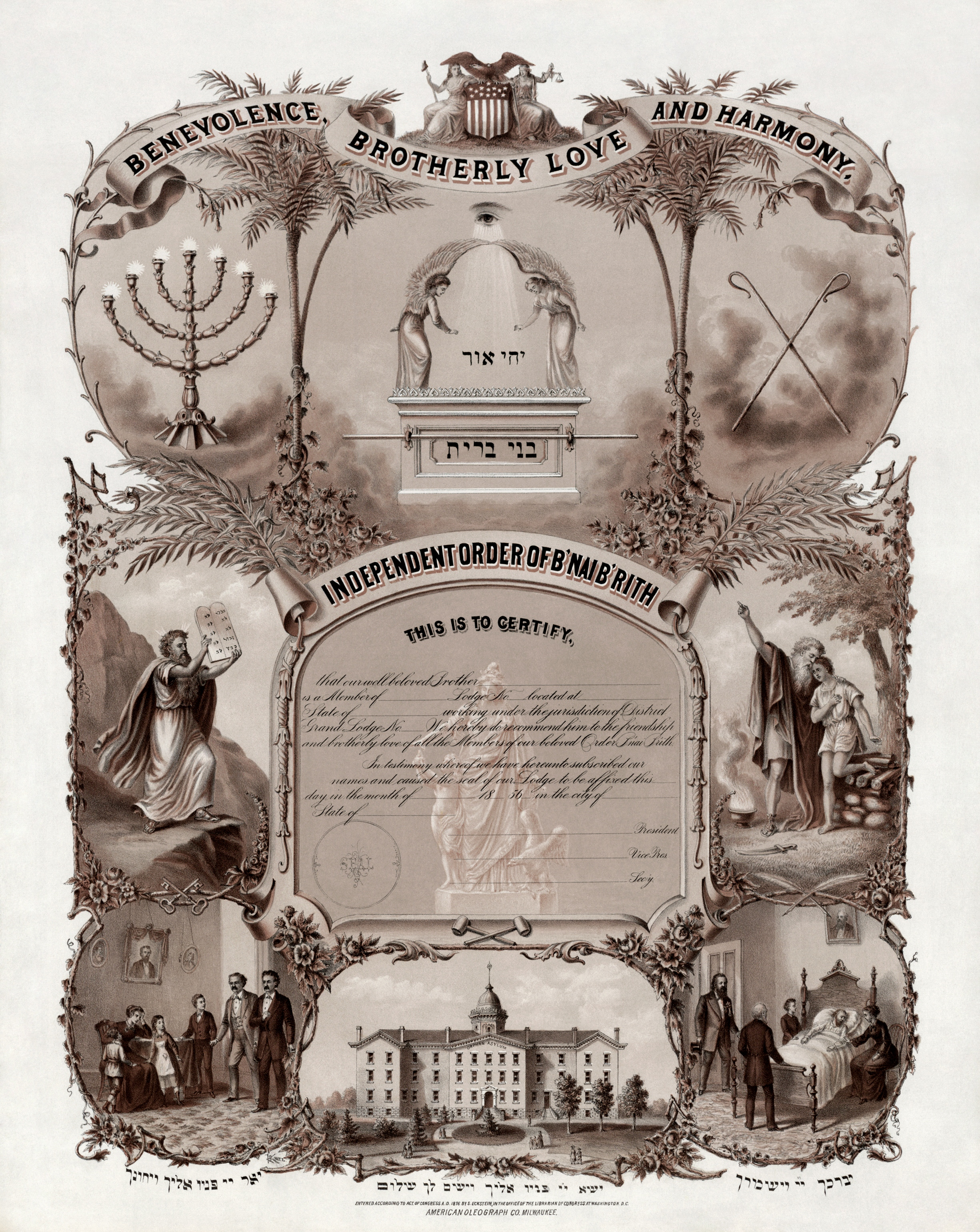
Certyfikat B’nai B’rith

B’nai B’rith jest zaangażowana w szeroko pojmowaną działalność na rzecz wspierania społeczności żydowskich na świecie i w Izraelu. Organizacja angażuje się w opiekę społeczną, wspieranie działalności szpitali, pomaganie ofiarom klęsk żywiołowych, utrzymywanie domów starców dla osób o niskich dochodach oraz przyznaje stypendia dla żydowskich studentów. Dodatkowo promuje prawa do istnienia państwa żydowskiego i sprzeciwia się antysemityzmowi. Prowadzi działalność na rzecz poprawy warunków życia Żydów w ponad 50 państwach na całym świecie.

## Historia
Organizacja The Independent Order of B’nai B’rith została założona 13 października 1843 w Nowym Jorku z inicjatywy niemieckiego Żyda Henry’ego Jonesa i 11 jego współpracowników. Była jedną z wielu żydowskich organizacji, które powstały w tym okresie w Stanach Zjednoczonych. Rozpoczęła swoją działalność od utworzenia męskiego stowarzyszenia wzajemnej pomocy. Kilka lat później powstała podobna kobieca wspólnota, istniejąca pod nazwą Order of True Sisters. Oba stowarzyszenia miały jasno określone cele działalności i wzywały do przestrzegania tradycyjnych wartości judaizmu, które były realizowane w europejskich społecznościach żydowskich: „odwiedzanie i pomaganie chorym” oraz „pomoc i ochrona wdowom i sierotom”. Założyciele mieli nadzieję, że wartości tych będą przestrzegali wszyscy amerykańscy Żydzi.
Bardzo szybko organizacja zaangażowała się w działalność polityczną, opowiadając się po stronie obrony praw żydowskich na całym świecie. Na przykład w 1851 wystosowała petycję do Sekretarza Stanu Daniela Webstera domagając się skończenia z niesprawiedliwym traktowaniem szwajcarskich Żydów podczas prowadzonych negocjacji handlowych. Około 1882 działalność organizacji rozprzestrzeniła się na cały świat – najpierw do Niemiec, a następnie do tureckiej Palestyny, Rosji, Francji i Wielkiej Brytanii.
Pierwsza loża poza Stanami Zjednoczonymi została stworzona w 1875 roku w Kanadzie a pierwsza loża w Europie powstała w 1882 roku w Berlinie. W Katowicach loża „Concordia” powstała w roku 1883, a „Austria” w Bielsku w roku 1889. W 1897 zezwolono na członkostwo kobiet. Do 1920 r. B’nai B’rith uzyskała mocną pozycję polityczną, lobbując na rzecz poprawy warunków życia Żydów na całym świecie.
W odpowiedzi na przypadek zlinczowania żydowskiego biznesmena Leo Franka B’nai B’rith utworzyła w 1913 stowarzyszenie Anti-Defamation League (ADL) zwalczające wszelkie objawy antysemityzmu w Stanach Zjednoczonych. Stowarzyszenie prowadziło swoją działalność poprzez odwoływanie się do rozumu i sumienia, a jeśli to nie wystarczało, to poprzez postępowania sądowe. W 1923 na University of Illinois powstała Fundacja Hillel, zajmująca się zbieraniem funduszy na stypendia dla żydowskich studentów. W tym samym roku powstała organizacja żydowskiej młodzieży szkolnej B’nai B’rith Youth Organization (BBYO), a następnie dla młodszych chłopców Aleph Zadik Aleph (AZA) i dla dziewcząt B’nai B’rith Girls (BBG).
Zarówno papież Jan Paweł II jak i Benedykt XVI (18 grudnia 2006) przyjmowali delegacje B’nai B’rith.

## Struktura organizacyjna
Organizacja jest zorganizowana na wzór ruchu wolnomularskiego, gdyż składa się z lóż, chociaż nie uważa się za organizację masońską. Na jej czele znajduje się Prezydium Wielkiej Loży B’nai B’rith. Główna siedziba mieści się w Waszyngtonie w Stanach Zjednoczonych. Przy głównym biurze znajduje się muzeum organizacji (B’nai B’rith Klutznick National Jewish Museum). Co trzy lata odbywa się międzynarodowa konferencja.
Członkiem może zostać osoba fizyczna, która ma i deklaruje tożsamość żydowską, świecką bądź religijną, opartą na pochodzeniu żydowskim (z ojca lub matki) lub po konwersji na judaizm. Godłem B’nai B’rith jest menora, a hasłem „dobroczynność, miłość bratnia i zgoda”.
Obecnie w Europie działa jeden dystrykt B’nai B’rith Europa z siedzibą w Brukseli, który powstał z połączenia w 1999 roku dystryktu XV – Wielka Brytania i Irlandia oraz dystryktu XIX – kontynent europejski. Było to spowodowane możliwością odgrywania poważniejszej roli w ramach Unii Europejskiej, przy której jest oficjalnie afiliowana. Organizacja posiada oddział w Polsce.

## Działalność
Jednym z priorytetów B’nai B’rith jest ochrona interesów Izraela na arenie międzynarodowej i utrzymywanie kontaktów pomiędzy Żydami żyjącymi w Diasporze a Żydami w Izraelu. Anti-Defamation League aktywnie walczy z antysemityzmem. Razem z American Israel Public Affairs Committee (AIPAC) realizuje projekt podróży młodych amerykańskich Żydów do Izraela, podczas których pracują oni w kibucach i uczą się w izraelskich szkołach.
W Izraelu B’nai B’rith koncentruje swoją działalność na utrzymywaniu szkół „Hoap le-noap”, w których uczą się nowo przybyli imigranci. Poza tym organizacja prowadzi liczne konferencje, seminaria, wykłady oraz publikuje liczne opracowania i informacje dla potrzeb społeczności żydowskich na całym świecie.

## Odznaczenia
B’nai B’rith okazjonalnie wyróżnia osoby zasłużone za działalność na rzecz narodu żydowskiego i państwa Izrael. Wśród osób wyróżnionych znajdują się: Dawid Ben Gurion, John F. Kennedy, Golda Meir, Stephen Harper, Helmut Kohl, John Howard i Angela Merkel.